# Danelle Umstead
Danelle D’Aquanni Umstead (Taos, Nuevo México, 15 de febrero de 1972) es una esquiadora alpina estadounidense y paralímpica.

## Vida y carrera
Ella es parte del Equipo paralímpico de los Estados Unidos. Ella compitió en eslalon femenino, eslalon gigante, cuesta abajo, Super-G y el combinado en los Juegos Paralímpicos de Invierno de 2010 en Vancouver, con su esposo Rob Umstead como su guía vidente. Obtuvieron la medalla de bronce en el descenso y el combinado. También compitió en los Juegos Paralímpicos de Invierno de 2014 en Sochi, ganando una medalla de bronce en el súper combinado. Ella compitió en los Juegos Paralímpicos de Invierno de 2018 en Pieonchang el descenso, el eslalon, el eslalon gigante, el supergigante y el súper combinado.
Ella tiene una afección ocular genética llamada retinosis pigmentaria.
El 12 de septiembre de 2018, Umstead fue anunciada como una de las celebridades que competirían en la temporada 27 de Dancing with the Stars, siendo emparejado con el bailarín profesional Artem Chigvintsev. Ellos fueron la segunda pareja en ser eliminada de la competencia, quedando en el duodécimo puesto.